# Acido coronarico
L'acido coronarico  è un acido grasso epossidico e insaturo con 18 atomi di carbonio, 1 doppio legame cis, in posizione 12=13 e un gruppo epossidico in posizione 9-O-10. È una miscela dei due isomeri ottici (-),(+). 
L'acido coronarico è presente nei gliceridi degli oli di semi della famiglia delle Leguminoseae: Acacia albica, senegal modesta e suma (4-10%)  e nelle Compositae: Chrysanthemum coronarium (≈72%),  Helichrysum bracteatum (≈68%), Stenachaenium macrocephalum.
In alcune piante (Artemisia absinthium) è presente assieme al suo isomero posizionale, detto acido vernolico, con notazione delta 12,13-O-18:1Δ9c.

## Effetti sulla salute
Nell'uomo l'acido coronarico è un prodotto di perossidazione dell'acido linoleico . È un componente naturale delle lipoproteine a bassa densità (LDL) ossidate, il cui livello aumenta con l'invecchiamento, l'aterosclerosi e l'artrite reumatoide, forse a causa di un aumento della 15-lipossigenasi e dei radicali liberi dell'ossigeno. 9,10-EOA è un ligando dei recettori gamma attivati dai proliferatori (PPAR), che è antiosteogenico senza stimolare la differenziazione degli adipociti. Gli studi nei cani suggeriscono che l'acido coronarico abbia effetti cardiovascolari tossici.